# Trofej Valentina Syče
Trofej Valentina Syče je ocenění pro nejlepšího manažera východoevropské ligy KHL. Mezi roky 1998 a 2008 bylo ocenění udělováno i v ruské Superlize. Cena je pojmenována po Valentinu Syčovi.

## Držitelé
| Sezóna  | Manažer              | Tým                    |
| ------- | -------------------- | ---------------------- |
| 2024-25 |                      |                        |
| 2023-24 |                      |                        |
| 2022-23 | Igor Esmantovič      | CSKA Moskva            |
| 2021-22 | Igor Esmantovič      | CSKA Moskva            |
| 2020-21 | Alexandr Krylov      | Avangard Omsk          |
| 2019-20 | neudělena            | neudělena              |
| 2018-19 | Igor Esmantovič      | CSKA Moskva            |
| 2017-18 | Nail Maganov         | Ak Bars Kazaň          |
| 2016-17 | Roman Rotenberg      | SKA Petrohrad          |
| 2015-16 | Gennadij Veličkin    | Metallurg Magnitogorsk |
| 2014-15 | Roman Rotenberg      | SKA Petrohrad          |
| 2013-14 | Gennadij Veličkin    | Metallurg Magnitogorsk |
| 2012-13 | Arkadij Rotenberg    | HK Dynamo Moskva       |
| 2011-12 | Michail Ťurkin       | HK Dynamo Moskva       |
| 2010-11 | Nikolaj Kurapov      | Salavat Julajev Ufa    |
| 2009-10 | Michail Ťurkin       | HK MVD Balašicha       |
| 2008-09 | Jurij Jakovlev       | Lokomotiv Jaroslavl    |
| 2007-08 | Vadim Rybinskij      | Salavat Julajev Ufa    |
| 2006-07 | Gennadij Veličkin    | Metallurg Magnitogorsk |
| 2005-06 | Šafagat Tachautdinov | Ak Bars Kazaň          |
| 2004-05 | Anatolij Charčuk     | OHK Dynamo Moskva      |
| 2003-04 | Gennadij Veličkin    | Metallurg Magnitogorsk |
| 2002-03 | Jurij Jakovlev       | Lokomotiv Jaroslavl    |
| 2001-02 | Jurij Jakovlev       | Lokomotiv Jaroslavl    |
| 2000-01 | Gennadij Veličkin    | Metallurg Magnitogorsk |
| 1999-00 | Sergej Sidorovskij   | OHK Dynamo Moskva      |
| 1998-99 | Gennadij Veličkin    | Metallurg Magnitogorsk |
| 1997-98 | Gennadij Veličkin    | Metallurg Magnitogorsk |